# Kaoukab al-Sabah Dayyeh
Kaoukab al-Sabah Dayyeh (née à Banyas), est une universitaire et femme politique syrienne. Elle est ministre d'État, ministre de l'Environnement depuis le 3 avril 2011 au sein du gouvernement Adel Safar.

## Biographie

### Enfance, études et carrière universitaire
Kaoukab al-Sabah Dayyeh étudie à l'université de Damas, où elle obtient un doctorat en pharmacie. Elle devient ensuite professeur dans cette université.

### Carrière politique
Ministre adjoint de la Santé en 1993, elle devient ensuite « directrice du bureau de la Santé, de l'Environnement et de l'Habitat » auprès l'Union générale des femmes. Elle est ministre d'État, ministre de l'Environnement depuis le 3 avril 2011 au sein du gouvernement Adel Safar.